# Sokolská (Praha)
Sokolská je jednosměrná ulice v Praze 2 na Novém Městě, která spojuje ulici Žitná s ulicí Boženy Němcové před Nuselským mostem. Opačným směrem vede magistrála po souběžné ulici Legerova.

## Historie
Ulice vede v místech pod někdejšími Novoměstskými hradbami. Svůj název nese od Sokola pražského, který zde nechal vybudovat svou první sokolovnu. V roce 1867 se nazývala Horní Hradební, poté Sokolská (1867–1978), Vítězného února (1978–1990) a opět Sokolská (1990–dosud).

## Poloha a dopravní funkce
Ulice začíná (podle číslování domů) na severním předmostí Nuselského mostu u parku Karlovské předmostí na křižovatce s ulicí Boženy Němcové a vede severním směrem.
- křižovatka s ulicí Boženy Němcové (autobusová zastávka Karlov)
- světelná křižovatka s ulicí Wenzigova
- Fügnerovo náměstí
- napojení ulice Tyršova
- odbočení do ulice Rumunská
- napojení ulice Na Bojišti
- světelná křižovatka na náměstí I. P. Pavlova s ulicí Ječná, přejezd tramvajové tratě
- odbočení do ulice Hálkova
- světelná křižovatka s ulicí Žitná

Dál přímým směrem pokračuje ulice Mezibranská kolem Čelakovského sadů k Národnímu muzeu

## Významné body v ulici
- Městská přečerpávací stanice v Praze
- Centrální kotelna – na rohu s ulicí Wenzigova
- Lékařský dům – čp. 490/31
- Muzeum československých legií – čp. 486/33
- Novoměstská sokolovna – čp. 1437/43
- Hasičský záchranný sbor hlavního města Prahy – čp. 1595/62